# Wishkah

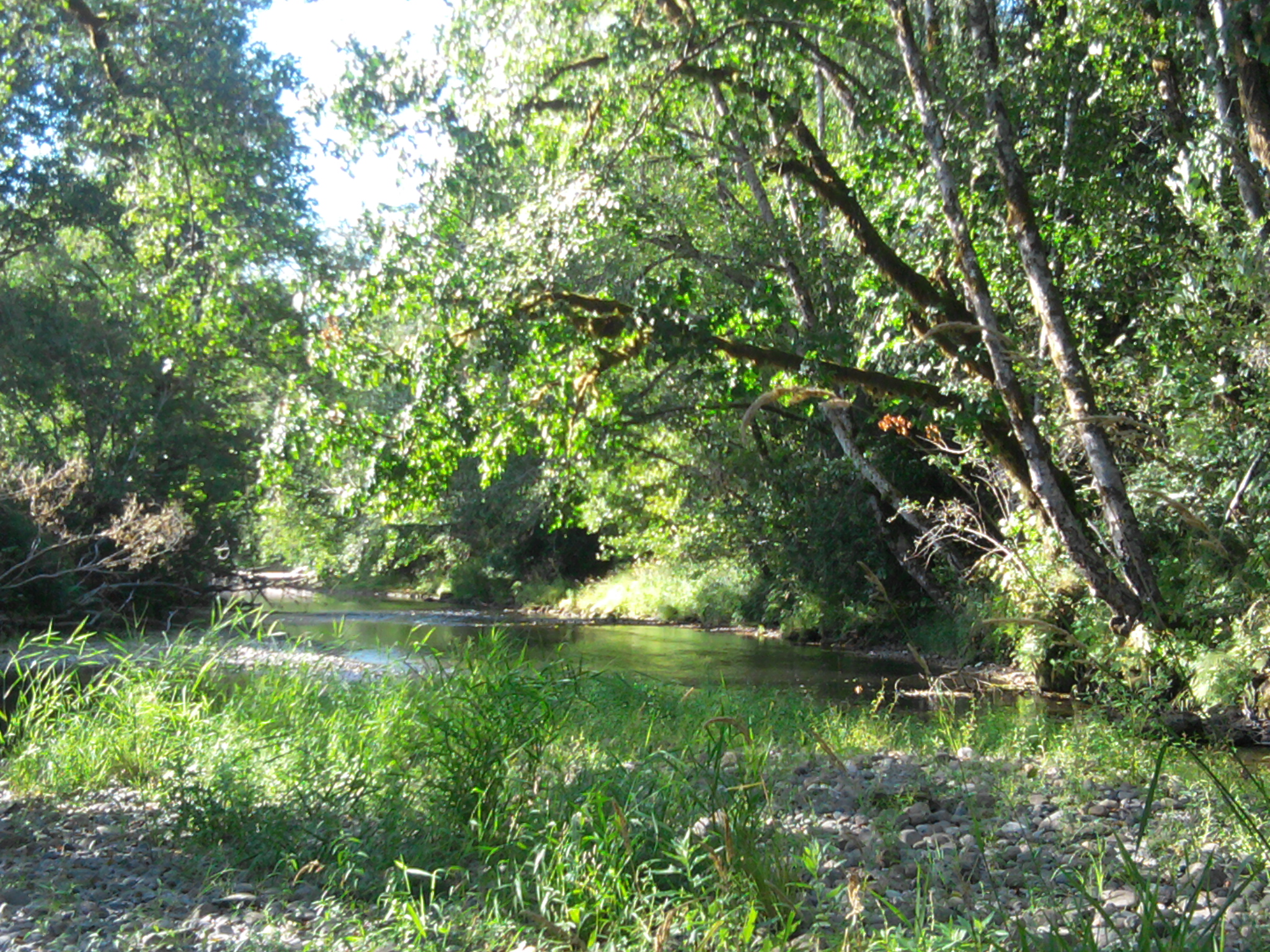
De Wishkah bij Hoquiam

De  Wishkah is een rivier in de Amerikaanse staat Washington, bij het stadje Aberdeen.
Kurt Cobain groeide hier op en een derde van zijn as is in de Wishkah uitgestrooid.
In 1996 heeft men ook nog een album van Nirvana uitgebracht: From the Muddy Banks of the Wishkah.